# At-Tajjiba (Damaszek)
At-Tajjiba (arab. الطيبة) – miejscowość w Syrii, w muhafazie Damaszek. W 2004 roku liczyła 4008 mieszkańców.